# Ловчий великий литовский
Ловчий великий литовский (лат. venator, praefectus venationum) — должность в Великом княжестве Литовском. Следил за лесами, в которых охотился великий князь, распоряжался охотой.
Должность существовала с XV века. С конца XVI века ловчий княжеский, позже ловчий великий ВКЛ, имел заместителя — ловчего дворного (подловчего),
С конца XVII века — почётный титул государственного сановника без определённых обязанностей, такое же положение занимали и ловчие земские в поветах.

## Список великих ловчих литовских
| Имя                          | Дата принятия должности | Дата сложения должности или смерти | Примечания                                                                   |
| Ловчие ВКЛ                   | Ловчие ВКЛ              | Ловчие ВКЛ                         | Ловчие ВКЛ                                                                   |
| ---------------------------- | ----------------------- | ---------------------------------- | ---------------------------------------------------------------------------- |
| Мишко Вештарович             | 1466                    | 1466                               |                                                                              |
| Ян Мишкович                  | 1487                    | 1487                               |                                                                              |
| Лев Векневич                 | 1496                    | 1496                               |                                                                              |
| Мартин Хрептович             | 1504                    | февраль 1509                       | Лишён должности за участие в мятеже Глинских                                 |
| Николай Пац                  | 1509                    | 1544                               | Одновременно подкоморий великий литовский (с 1529). Стал воеводой подляшским |
| Николай Радзивилл Рыжий      | 1546                    | 1554                               |                                                                              |
| Великие ловчие литовские     |                         |                                    |                                                                              |
| Григорий Богданович Волович  | 1567                    | 1574                               | Одновременно воевода смоленский (с 1571)                                     |
| Николай Радзивилл            | 1574                    | 18 октября 1579                    | воевода новогрудский                                                         |
| Николай Нарушевич            | 23 июля 1582            | 10 февраля 1588                    | каштелян жемайтский                                                          |
| Григорий Юзефович Волович    | 1591                    | 1591                               |                                                                              |
| Ян Нарушевич                 | 1592                    | 1613                               |                                                                              |
| Криштоф Нарушевич            | 1613                    | 1624                               | Одновременно надворный, с 1618 — подскарбий великий литовский                |
| Ян Кароль Нарушевич          | 23 марта 1624           | 1629                               |                                                                              |
| Кшиштоф Завиша               | 25 октября 1629         | 27 мая 1637                        | писарь великий литовский                                                     |
| Пётр Кароль Исайковский      | 12 мая 1637             | 27 мая 1640                        | умер                                                                         |
| Николай Исайковский          | 29 мая 1640             | 1649                               | умер                                                                         |
| Ян Теодор Майдел             | 1649                    | 1667                               |                                                                              |
| Андрей Тизенгауз             | 1667                    | 1673                               | умер                                                                         |
| Юзеф Богуслав Слушка         | 1673                    | 1675                               | хорунжий великий литовский                                                   |
| Эрнест Денгоф                | 3 февраля 1676          | 1683                               | каштелян виленский                                                           |
| Ян Казимир Кердей            | 1683                    | 1684                               | каштелян трокский                                                            |
| Ян Казимир Волович           | июнь 1684               | 1692                               | обозный великий литовский                                                    |
| Франциск Михал Денгоф        | 10 февраля 1692         | 1696                               | умер                                                                         |
| Станислав Эрнест Денгоф      | 27 сентября 1697        | июнь 1704                          | мечник великий коронный                                                      |
| Станислав Владислав Потоцкий | 11 июня 1704            | 1710                               | стражник великий литовский                                                   |
| Григорий Юзеф Котович        | 1710                    | 1724                               | умер                                                                         |
| Ян Михал Сологуб             | 24 марта 1724           | 16 декабря 1731<                   | подскарбий великий литовский                                                 |
| Михал Алойзы Савицкий        | 16 декабря 1731         | январь 1732                        | умер                                                                         |
| Фабиан Казимир Шанявский     | 11 марта 1732           | 22 ноября 1734                     | умер                                                                         |
| Фердинанд Плятер             | 27 января 1735          | 31 марта 1739                      | маршалок надворный литовский                                                 |
| Михаил Антоний Сапега        | 31 марта 1739           | 26 ноября 1746                     | воевода подляшский                                                           |
| Игнаций Волк-Ланевский       | 26 ноября 1746          | 1761                               | умер                                                                         |
| Антоний Забелло              | 6 мая 1761              | 1775                               |                                                                              |
| Юзеф Забелло                 | март 1775               | 11 июля 1793                       | гетман польный литовский                                                     |
| Юзеф Доминик Коссаковский    | 13 января 1794          | 1795                               | Сложил должность в связи с прекращением существования Речи Посполитой        |